# Ammonitina
Sous-ordre
Les Ammonitina forme un sous-ordre de mollusques céphalopodes marins aujourd’hui éteints.
Le sous-ordre des Ammonitina se rattache à l’ordre des Ammonitida et à sous-classe des Ammonoidea.

## Description
L’ordre des Ammonitida comprend quatre sous-ordres:
- Ammonitina ;
- Phylloceratina ;
- Lytoceratina ;
- Ancyloceratina.

Parmi ceux-ci, les Ammonitina présentent le plus grand nombre et la plus grande diversité de formes et d’ornementation des coquilles (côtes, tubercules…). Ce sont les fossiles stratigraphiques par excellence des systèmes du Jurassique et du Crétacé.
Les Ammonitina apparaissent au Jurassique inférieur. Elles sont issues des Phylloceratina et des Lytoceratina apparues quelques millions d’années auparavant à la fin du Trias.

## Âge
Les Ammonitina sont des fossiles caractéristiques du Jurassique et du Crétacé.
Leur grand intérêt stratigraphique en a fait un sujet d’études essentiel parmi les mollusques marins fossiles.
Après avoir proliféré dans les océans pendant plus de 150 millions d’années, elles  disparaissent lors de l'extinction massive de la fin du Crétacé en même temps que les dinosaures, il y a 66 millions d’années.

## Taxonomie
Le terme « ammonite », qui n’a pas de valeur taxonomique, désigne généralement parmi les ammonoïdés, les Ammonitida, animaux  d’âge essentiellement jurassique et crétacé. Parmi ces dernières, les Ammonitina sont les plus utilisées en biostratigraphie.

### Liste des super-familles et familles
- sous-ordre Ammonitina
  - super-famille Acanthoceratoidea ou Acanthocerataceae
    - famille Acanthoceratidae
    - famille Brancoceratidae
    - famille Coilopoceratidae
    - famille Collignoniceratidae
    - famille Flickiidae
    - famille Forbesiceratidae
    - famille Leymeriellidae
    - famille Libycoceratidae
    - famille Lyelliceratidae
    - famille Pseudotissotiidae
    - famille Sphenodiscidae
    - famille Vascoceratidae

  - super-famille Endemoceratoidea
    - famille Endemoceratidae
    - famille Neocomitidae
    - famille Pulchelliidae

  - super-famille Eoderoceratoidea
    - famille Amaltheidae
    - famille Dactylioceratidae
    - famille Eoderoceratidae
    - famille Liparoceratidae
    - famille Polymorphitidae

  - super-famille Hammatoceratoidea
    - famille Hammatoceratidae
    - famille Erycitidae
    - famille Graphoceratidae
    - famille Sonniniidae

  - super-famille Haploceratoidea ou Haplocerataceae
    - famille Haploceratidae
    - famille Oppeliidae

  - super-famille Hildoceratoidea
    - famille Hildoceratidae

  - super-famille Hoplitoidea
    - famille Engonoceratidae
    - famille Hoplitidae
    - famille Placenticeratidae
    - famille Schloenbachiidae

  - super-famille Perisphinctoidea
    - famille Aspidoceratidae
    - famille Berriasellidae
    - famille Craspeditidae
    - famille Neocomitidae
    - famille Olcostephanidae
    - famille Parkinsoniidae
    - famille Perisphinctidae
    - famille Polyptychitidae
    - famille Reineckeidae
    - famille Tulitidae

  - super-famille Psiloceratoidea ou Psilocerataceae
    - famille Arietitidae
    - famille Echioceratidae
    - famille Oxynoticeratidae
    - famille Psiloceratidae
    - famille Schlotheimiidae

  - super-famille Stephanoceratoidea
    - famille Stephanoceratidae